# 庫爾尼克城堡

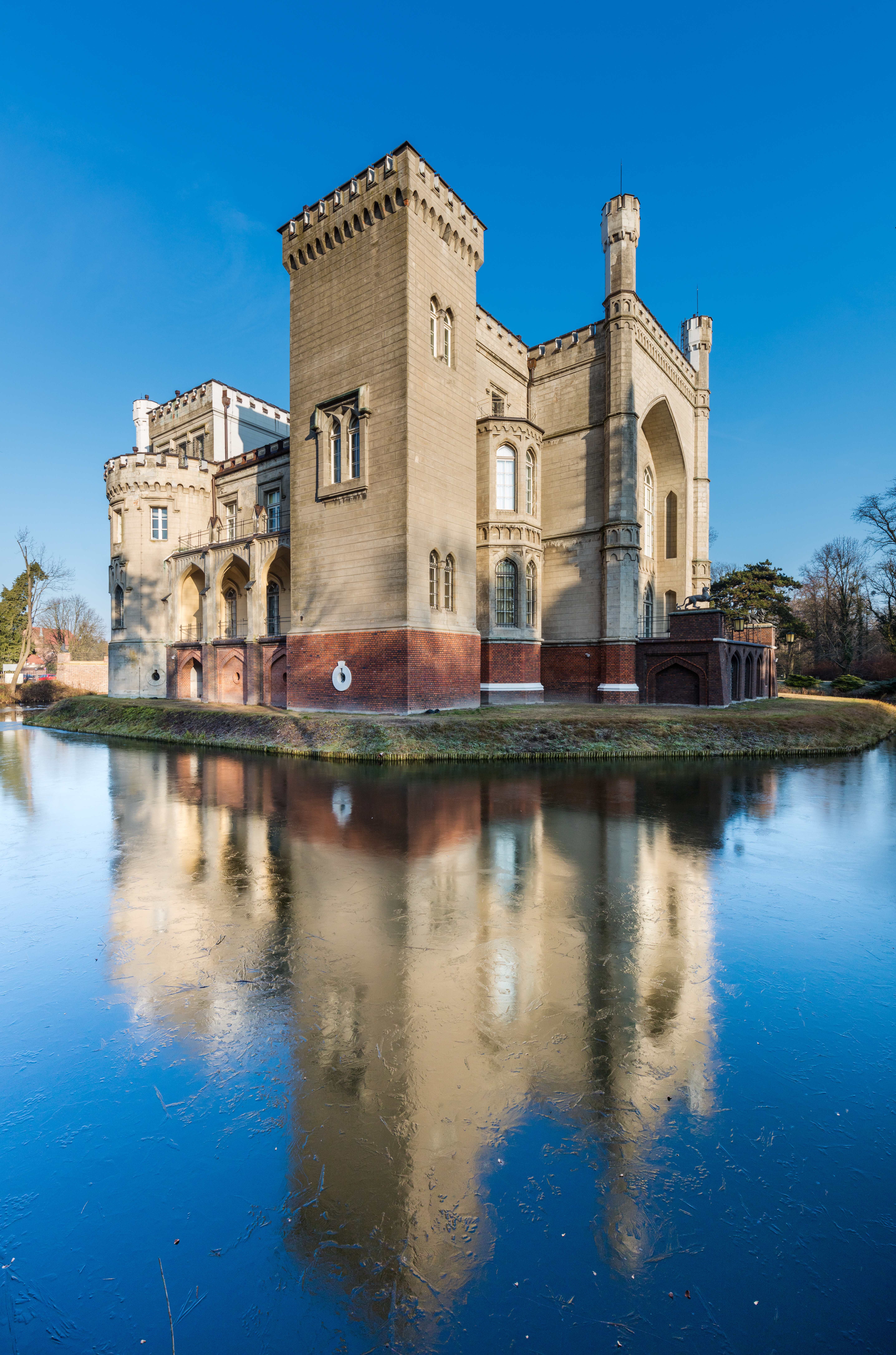
庫爾尼克城堡

庫爾尼克城堡（波蘭語：Zamek w Kórniku or Zamek Kórnicki）是波蘭的一座城堡，位於波蘭西部城市庫爾尼克。這座城堡始建於14世紀。現在的城堡外觀是一座新哥特式建築，竣工於1855年，設計者是Karl Friedrich Schinkel。現在這座城堡被用於博物館和圖書館。

## 外部連結
- Kórnik Castle （页面存档备份，存于）

52°14′38″N 17°05′28″E / 52.24389°N 17.09111°E